# Ishøj Sogn
Ishøj Sogn ist eine Kirchspielsgemeinde (dän.: Sogn) in der Ishøj Kommune im Vorortbereich der dänischen Hauptstadt Kopenhagen. Neben der Stadt Ishøj gehört zu ihr auch die Ortschaft Ishøj Landsby. 
Bis 1970 gehörte sie zur Harde Smørum Herred im damaligen Københavns Amt. Mit der Auflösung der Hardenstruktur wurde das Kirchspiel mit dem westlich benachbarten Torslunde Sogn zur Ishøj Kommune im „neuen“ Københavns Amt zusammengeschlossen; diese blieb mit der Kommunalreform zum 1. Januar 2007 unverändert, gehört aber seitdem zur Region Hovedstaden.
In den 1990er Jahren war Ishøj Sogn das bevölkerungsreichste Sogn in Dänemark, bis es 2001 in dieser Hinsicht vom Glostrup Sogn abgelöst wurde. Am 1. Januar 2023 lebten 22.614 Einwohner im Kirchspiel. Auf dem Gebiet des Kirchspiels liegen die „Ishøj Kirke“ und die „Vejleå Kirke“.

## Bevölkerung
| Entwicklung der Einwohnerzahl (1. Januar) | Entwicklung der Einwohnerzahl (1. Januar) | Entwicklung der Einwohnerzahl (1. Januar) | Entwicklung der Einwohnerzahl (1. Januar) | Entwicklung der Einwohnerzahl (1. Januar) | Entwicklung der Einwohnerzahl (1. Januar) | Entwicklung der Einwohnerzahl (1. Januar) | Entwicklung der Einwohnerzahl (1. Januar) |
| ----------------------------------------- | ----------------------------------------- | ----------------------------------------- | ----------------------------------------- | ----------------------------------------- | ----------------------------------------- | ----------------------------------------- | ----------------------------------------- |
| Jahr                                      | 1980                                      | 1985                                      | 1990                                      | 1995                                      | 2000                                      | 2005                                      | 2010                                      |
| Einwohner                                 | 19.947                                    | 19.734                                    | 19.960                                    | 20.442                                    | 20.342                                    | 19.928                                    | 19.870                                    |